# 정해원
정해원(丁海遠, 1959년 7월 1일 ~ 2020년 5월 1일)은 대한민국의 전직 축구 선수 출신 축구 지도자이다. 현역 시절 포지션은 공격수 겸 미드필더였다.

## 클럽 경력
서울화곡초등학교, 안양중학교, 안양공업고등학교를 졸업했다. 1978년, 연세대학교에 진학했다.
1983년 시즌을 앞두고 대우 로얄즈에 입단하면서 프로 커리어를 시작했다. 1983년 5월 22일에 치러진 국민은행 까치와의 경기에서 프로 데뷔골을 기록했다.
1986시즌에서는 리그 26경기에 출전했으며 10골을 기록해 K리그 득점왕에 올랐다. 또한 정해원은 K리그 베스트 11을 수상했다.
1987시즌에서도 팀의 주전으로 활동하면서 28경기 6골 4도움을 기록했다. 1987시즌 K리그 MVP를 수상했으며 2시즌 연속으로 K리그 베스트 11에 올랐다.
1991시즌 종료 이후 현역에서 은퇴했다.

## 국가대표팀 경력
연세대학교 재학 중이던 1980년, 국가대표팀에 처음 발탁되었다. 1980년 1월 30일에 치러진 사우디아라비아 축구 국가대표팀 경기에서 국가대표팀 데뷔전을 치렀다.
1980년 3월 27일에 치러진 필리핀과의 1980년 하계 올림픽 아시아 예선 경기에서 국가대표팀 데뷔골을 기록했다.
1980년에 치러진 코리아컵 국제축구대회를 앞두고 대표팀에 차출되었다. 정해원은 대회 2차전 인도네시아 축구 국가대표팀과의 경기에서 득점을 기록했으며 결승전에서 다시 만난 인도네시아와의 경기에서 득점을 기록하면서 팀의 우승에 기여했다.
1980년 AFC 아시안컵을 앞두고 국가대표팀에 차출되었다.
1988년 AFC 아시안컵을 앞두고 국가대표팀에 차출되었다.
1990년 FIFA 월드컵에 나서는 대한민국 국가대표팀 엔트리에 포함되었다. 정해원은 본 대회에서 2경기 출전을 기록했다.

## 은퇴 이후
1994년 친정팀인 대우 로얄즈의 감독대행에 올랐다. 이후 대한축구협회 기술위원으로 활동했다.
1998년, 전남 드래곤즈의 수석코치로 부임했다. 2001년, 코치직에서 물러났다.
2003년부터 2005년까지는 자신의 이름을 딴 정해원 축구 교실을 운영했다.
2008년, 인천 유나이티드의 스카우터로 활동했다.
2020년 5월 1일, 간암으로 투병 중 사망했다.

## 학력
- 서울화곡초등학교
- 안양중학교
- 안양공업고등학교
- 연세대학교